# Cyclopsitta
Genre
Cyclopsitta est un genre de petites espèces de Psittaculidae vivant en Nouvelle-Guinée. La Psittacule double-œil s'est récemment établie en Australie.

## Liste d'espèces
D'après la classification de référence (version 14.2, 2024) du Congrès ornithologique international (ordre phylogénique) :
- Cyclopsitta gulielmitertii (Schlegel, 1866) – Psittacule à poitrine orange
- Cyclopsitta nigrifrons Reichenow, 1891 – Psittacule à front noir
- Cyclopsitta melanogenia (Rosenberg, 1866) – Psittacule à joues noires
- Cyclopsitta diophthalma (Hombron & Jacquinot, 1841) – Psittacule double-œil

## Systématique
Le nom valide complet (avec auteur) de ce taxon est Cyclopsitta Reichenbach, 1850.
Cyclopsitta a pour synonymes :
- Cychlopsitta Salvadori, 1874
- Cyclopsittacus Salvadori, 1880
- Cyclopsittacus Sundevall, 1872
- Manopsitta Mathews, 1913
- Opopsitta Sclater, 1860